# Chałka

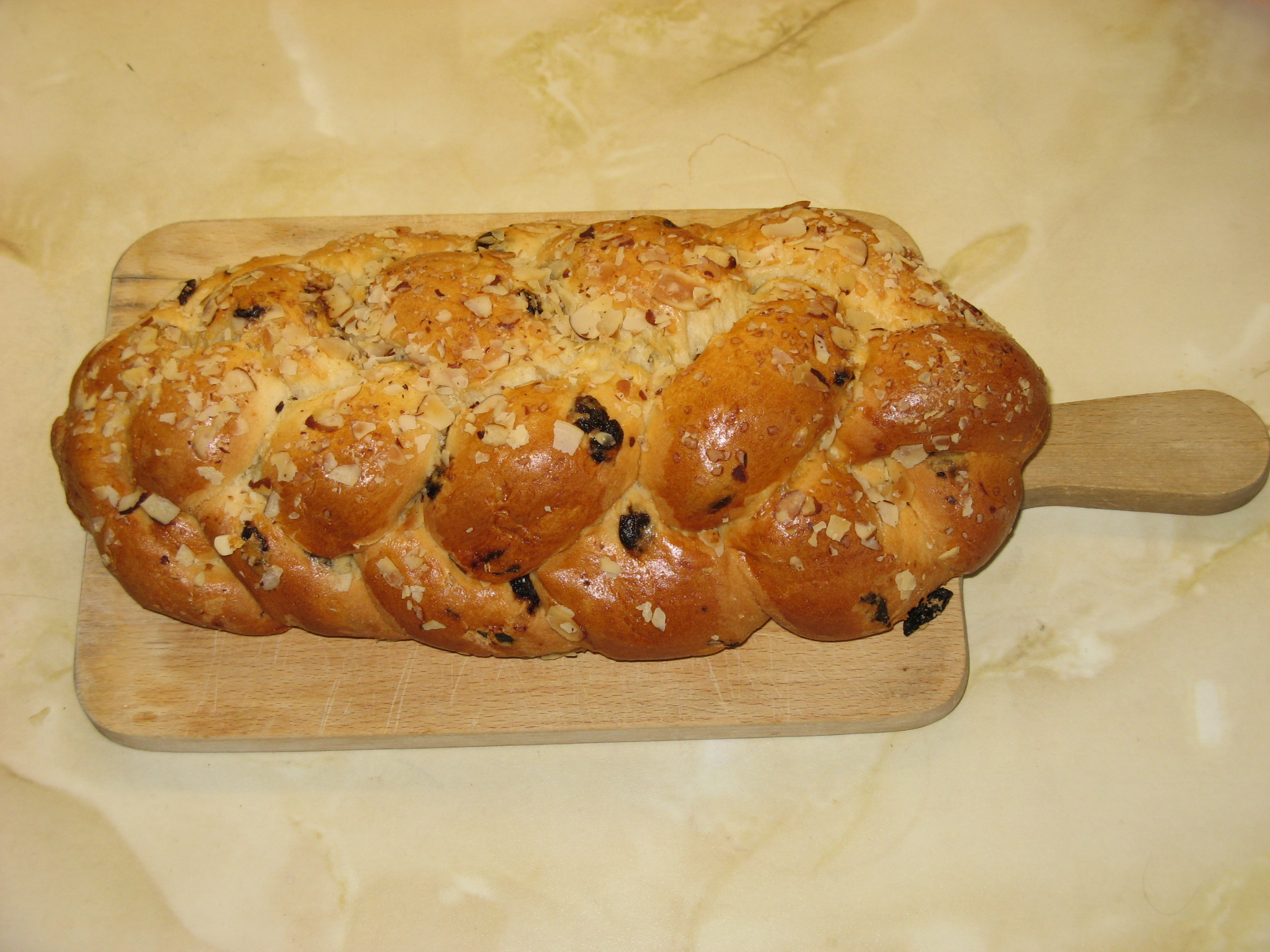
Chałka

Chałka, chała – w kuchni polskiej słodkie, w kuchni żydowskiej tylko lekko słone, puszyste, drożdżowe pieczywo pszenne w postaci zaplecionego warkocza. Można także spotkać wypieki w kształcie bułek lub wałka zamkniętego w okrąg.
Chałka zwana jest też czasem plecionką albo kukiełką (na Podhalu). Jest rytualnym typem pieczywa dla Żydów, w szczególności Aszkenazyjczyków, którzy zwyczajowo spożywają ją w czasie szabatu i świąt. Jej nazwa wywodzi się z hebrajskiego „חַלָּה” (chala).